# Frasera albomarginata
Frasera albomarginata là một loài thực vật có hoa trong họ Long đởm. Loài này được S.Watson mô tả khoa học đầu tiên năm 1871.